# Roland Schmider
Roland Schmider (* 25. März 1940 in Bretten) war vom 11. Februar 1974 bis zum 2. Mai 2000 Präsident des Fußballvereins Karlsruher SC.
Er war Geschäftsführer der Getränke Industrie Mittelbaden GmbH & Co. KG. Der Vorgänger von Roland Schmider im Amt des Präsidenten beim KSC war Gerd Hesse.